# Nihonogomphus thomassoni
Nihonogomphus thomassoni – gatunek ważki z rodziny gadziogłówkowatych (Gomphidae).